# Gassan-Schule
Die Gassan-Schule (jap. 月山, Gassan, bzw. 月山派, Gassan-ha) ist eine Schule traditioneller japanischer Schwertschmiede (siehe auch Nihonto), die ihren Ursprung in der Kamakura-Zeit hat.

## Historie

### Klassische Gassan-Schule
Die klassische Gassan-Schule entstand ursprünglich in der Provinz Dewa um das Jahr 1185 und existierte bis ca. 1333. Sie gehörte zu den Wakimono Schulen, d. h., sie entsprang keiner der fünf klassischen Schwertschmiedetraditionen (Gokaden). Die Schwertschmiede dieser Schule signierten ihre Klingen meist nicht mit einer individuellen Signatur, sondern nutzten die Kanji für Gassan (月山), um die Klingen zu kennzeichnen. Daher sind nur wenige Schwertschmiede dieser Schule mit ihrem Namen bekannt.

### Gassan-Schule der Neuzeit
Am Ende der Edo-Zeit gegen Anfang des 19. Jahrhunderts zog der Gassan Sadayoshi aus Sasagawa in der Provinz Dewa nach Osaka, um dort die Schwertschmiedekunst unter Suishinshi Masahide zu erlernen. Nach Abschluss seiner Ausbildung begann er etwa im Jahr 1833 erneut im Stile der klassischen Gassan-Schule zu schmieden. Er gilt damit als Begründer der modernen Gassan-Schule oder auch Osaka Gassan-Schule. Sein Adoptivsohn Gassan Sadakazu (月山貞一, 1836–1918) führte die Schwertschmiedekunst fort und wurde vom japanischen Kaiser neben dem Schwertschmied Miyamoto Kanenori 1906 zum teishitsu gigei-in (Mitglied des vom Kaiserhaus ausgewählten Handwerks) ernannt. Sadakazu und sein Sohn Gassan Sadakatsu fertigten Klingen in allen klassischen Schwertschmiedetraditionen sowie dem klassischen Gassan Stil. Ein Schüler Sadakatsus Takahashi Sadatsugu wurde 1955 zum Ningen Kokuhō (人間国宝, „Lebenden Nationalschatz“) ernannt. 1971 wurde diese Ehre auch Sadakatsus Sohn Gassan Sadaichi (der sich später in Gassan Sadakazu II umbenannte) zu teil. Die moderne Gassan-Schule wird heute von Gassan Sadatoshi fortgeführt.
Die Gassan-Schule ist damit vermutlich die einzige Schwertschmiedeschule, die auch über das Verbot des Tragens von Schwertern (Haitorei-Erlass) im Jahr 1876 hinaus bis in die Gegenwart hinein noch aktiv ist.

## Charakteristika
- Die Schwertklingen der klassischen Gassan-Schule zeichnen sich durch eine spezielle, wellenförmige Art der Maserung, das sog. Ayasugi hada (綾杉肌) – auch Gassan hada (月山肌) genannt – aus.[8]
- Klassische Gassan Klingen wurden zudem häufig mit den zwei Kanji für Gassan (月山) auf der Nakago signiert.
- Moderne Gassan Klingen wurden in allen fünf klassischen Schwertschmiedetraditionen geschmiedet, sind jedoch ebenfalls für ihr Ayasugi hada bekannt.
- Der Nakago wurde von Schmieden der modernen Gassan-Schule meist besondere Aufmerksamkeit und Sorgfalt entgegengebracht.
- Gassan Sadakazu war zudem für seine ausgezeichneten Horimono bekannt.
- Gassan Sadakatsu verwendete oftmals Pflaumenzweige als Thema für Horimono.[9]